# Episodi di Invincibili angeli
Qui di seguito sono indicati gli episodi della serie televisiva Invincibili angeli.
L'ultima puntata, in Italia, ha raggiunto 1.374.000 spettatori e il 9.52% di share.
| Stagione | nº | Titolo originale                  | Titolo italiano | Prima TV Germania | Prima TV Italia  |
| -------- | -- | --------------------------------- | --------------- | ----------------- | ---------------- |
| 1        | 1  | Der Kronzeuge                     |                 |                   |                  |
| 1        | 2  | Nichts geht mehr                  |                 |                   |                  |
| 1        | 3  | Bankrott                          |                 |                   |                  |
| 1        | 4  | Die Spezialistin                  |                 |                   |                  |
| 1        | 5  | Der Maulwurf                      |                 |                   |                  |
| 1        | 8  | Die Waffe                         |                 |                   |                  |
| 1        | 7  | Vier Stunden bis zum Tod          |                 |                   |                  |
| 1        | 8  | Grossmanns Koffer                 |                 |                   |                  |
| 2        | 1  | Wer schön sein will, muss sterben |                 | 21 aprile 2005    | 19 febbraio 2011 |
| 2        | 2  | Catwalk                           |                 | 28 aprile 2005    |                  |
| 2        | 3  | Auf die Plätze, fertig ... tot    |                 | 12 maggio 2005    |                  |
| 2        | 4  | Drei Engel für ein Halleluja      |                 | 19 maggio 2005    | 12 marzo 2011    |